# Établissement correctionnel d'Auburn
Auburn Correctional Facility
L'établissement correctionnel d'Auburn (en anglais : Auburn Correctional Facility) est une prison d'État américaine située dans la localité d'Auburn, dans le comté de Cayuga, dans l'État de New York. Il a été construit sur un terrain qui était autrefois un village Cayuga. Il est classé dans la catégorie des établissements à sécurité maximale.
L'établissement est géré par le département de l'administration pénitentiaire et de la surveillance communautaire de l'État de New York (en).

## Histoire

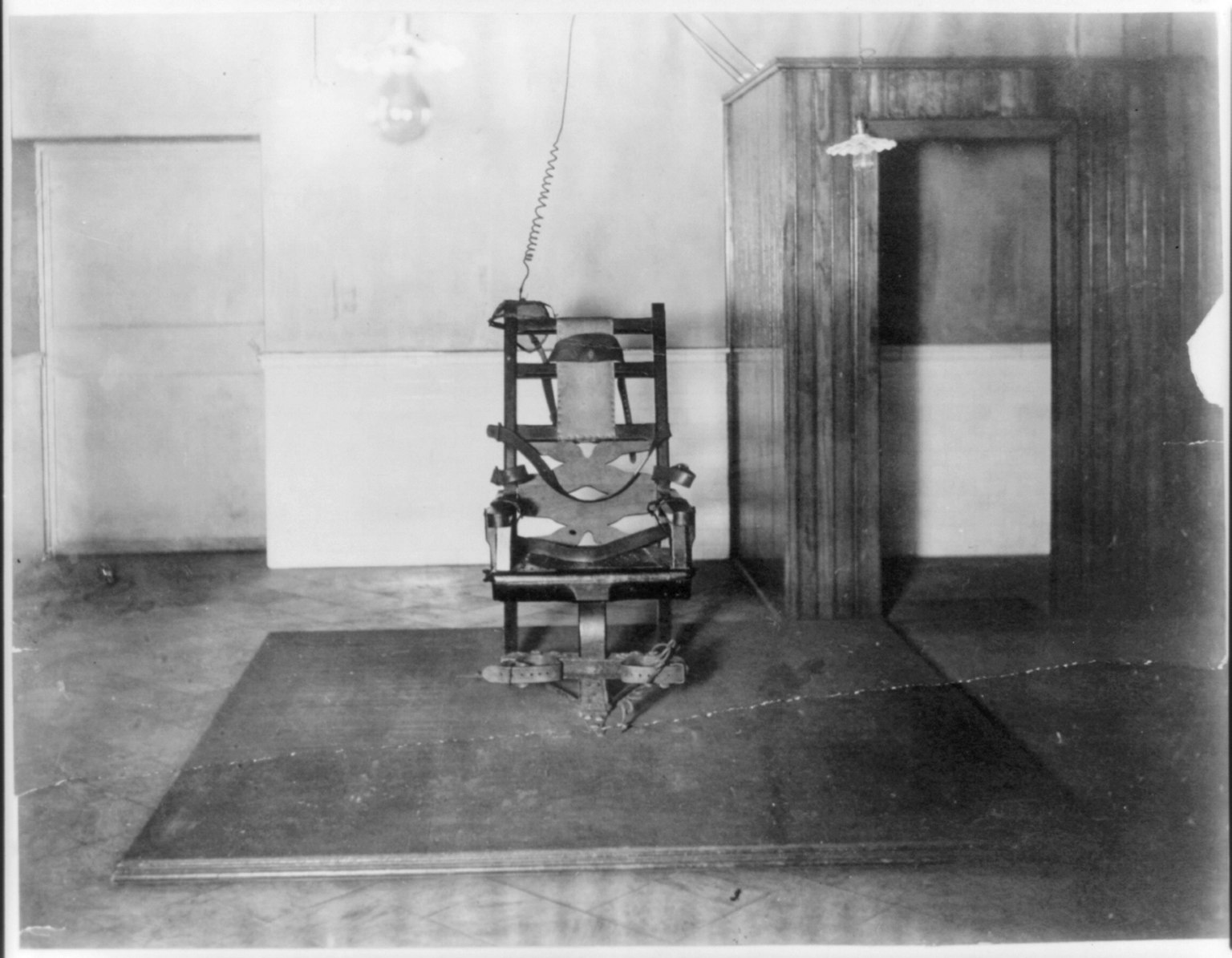
Chaise électrique à la prison d'Auburn

Construite entre 1816  et 1825 sous le nom de prison d'Auburn, l'établissement était alors la deuxième prison d'État (en) de l'Etat de New York (après la prison de Newgate située à New York, dans le quartier de Greenwich Village, et qui fut en activité entre 1797 et 1828). L'établissement est également le lieu de la première exécution par chaise électrique, qui eut lieu en 1890, et l'homonyme du « régime auburnien », système correctionnel initié et formalisé par Elam Lynds (en) dans lequel les prisonniers sont détenus à l'isolement dans de grands bâtiments rectangulaires et effectuent des travaux pénaux dans un silence imposé à tout moment. La prison est rebaptisée établissement correctionnel d'Auburn (en anglais : Auburn Correctional Facility) en 1970. La prison est l'une des plus anciennes prisons des États-Unis encore en activité[réf. nécessaire].
La prison était initialement constituée de dortoirs collectifs mais, en 1921 et à l'initiative du directeur de l'époque William Brittin, les cellules individuelles ont été mises en œuvre. La prison est ainsi constituée de longs corridors donnant accès à de petites cellules.
Dans ses premières années d'activité, la prison facturait des frais aux touristes afin de collecter des fonds pour assurer le fonctionnement la prison. Par la suite, afin de décourager la plupart des visiteurs, les frais ont été augmentés[réf. nécessaire].
La prison connait en outre un coût de fonctionnement et un taux de récidive relativement faible.

### Le régime auburnien

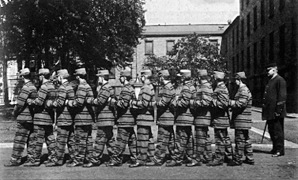
à la prison d'Auburn

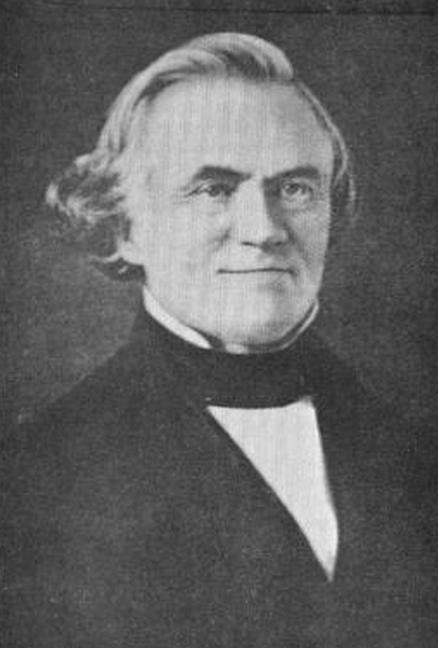
, premier directeur du pénitencier d'Auburn, est crédité de la création du « régime auburnien (ou Congregate) ».

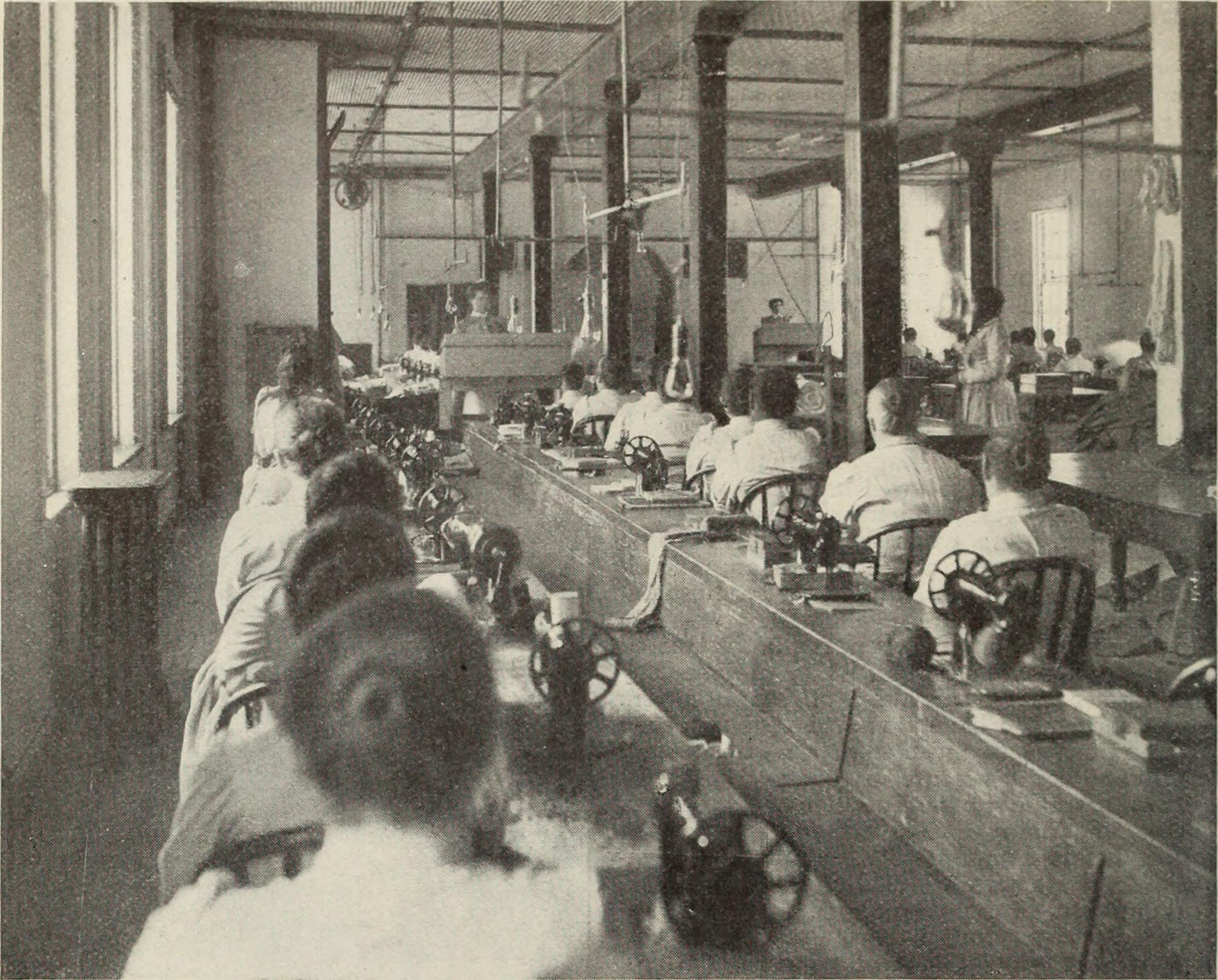
Prisonnières dans l'atelier d'Auburn

Contrairement à la prison de type purement réformatrice instituée en Pennsylvanie, connu sous le nom de régime pennsylvanien et introduit par les Quakers, le régime auburnien modifiait le programme de prière, de contemplation et les conditions humaines par des travaux forcés,.
Les détenus sont obligés de travailler pendant la journée et le bénéfice de leur travail contribue au fonctionnement de la prison. Les détenus étaient séparés en fonction de l'infraction qu'ils ont commise ; en outre, ils reçoivent des vêtements identifiant leur crime. L'uniforme traditionnel en vigueur dans les prisons américaines, composé de rayures horizontales noires et blanches, est ainsi originaire de la prison d'Auburn. Les détenus ont les cheveux rasés de près et marchent au pas (en) en gardant la tête baissée. Chaque détenu pose une main sur l'épaule de l'homme qui lui faisait face afin de maintenir une séparation rigide[réf. nécessaire].
Il y avait un réfectoire commun pour que les prisonniers puissent prendre leurs repas ensemble, mais les gardiens appliquaient strictement la loi du silence à tout moment. Ainsi les détenus travaillent et mangent ensemble, mais dans un silence complet. La nuit, les détenus sont enfermés dans des cellules individuelles (même si le plan initial prévoyait des cellules doubles).
Pendant plusieurs décennies, ce régime, également appelé « système collectif » (en anglais : Congregate System), fut reproduit dans d’autres établissements. L'établissement correctionnel de Sing Sing, également situé dans l'État de New York, a ainsi été construit selon ces principes sous la supervision de l'ancien directeur de la prison d'Auburn, Elam Lynds (en), initiateur du régime auburnien.
Depuis 2010, l'établissement assure la fabrication des plaques d'immatriculation de l'État de New York (en).

### Événements notables
La prison d'Auburn a « une longue histoire de controverses, de scandales et d'émeutes ».
Elle a été le théâtre de plusieurs émeutes notables au fil des ans, incluant notamment une émeute notable survenue en novembre 1820 et une émeute raciale en 1921. Les événements les plus graves furent deux incidents liés entre eux et survenus au cours de l'été et de l'hiver 1929. Le 28 juillet 1929, soit seulement une semaine après un incident similaire à l'établissement correctionnel de Clinton de Dannemora, des détenus aspergèrent d'acide le visage d'un surveillant, ce qui leur permet d'avoir accès à l'armurerie de la prison. Les magasins de la prison sont incendiés, six bâtiments sont détruits et quatre prisonniers parviennent à s'évader. Deux détenus sont tués et un autre est blessé, tandis que cinq policiers sont également blessés. Plus tard cette année-là, le 11 décembre 1929, le directeur Edgar Jennings et six gardiens sont pris en otage par un groupe de détenus, dont certains sont parvenus à se procurer des armes lors de l'émeute de juillet et ont réussi à les dissimuler entre-temps. Ce soulèvement provoque la mort du gardien principal George A. Durnford ainsi que celle de huit détenus. Trois détenus sont par la suite inculpés, reconnus coupables et exécutés à la prison de Sing Sing pour leur rôle durant les émeutes,.
Le 4 novembre 1970, plusieurs détenus parviennent à prendre le contrôle de l'établissement et retiennent en otage 50 personnes, dont des gardiens et des ouvriers du bâtiment extérieurs, pendant plus de huit heures. L'incident est attribué à l'augmentation des tensions raciales et à la violation des droits des prisonniers.

### Copper John

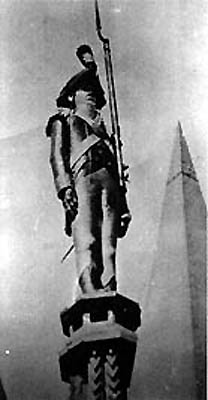
Le Copper John original

Copper John est une statue représentant un soldat de la guerre d'indépendance américaine qui se dresse au sommet de l'établissement correctionnel d'Auburn. Il est entré dans le lexique local comme référence à la prison et à certains aspects de celle-ci, par exemple, être envoyé à la prison d'Auburn signifie « va travailler pour Copper John »[réf. nécessaire].
« John » était à l'origine une statue en bois érigée en 1821 au sommet du bureau administratif de la prison. En 1848, la statue avait tellement souffert qu'elle fut démontée et une nouvelle statue fut fabriquée en cuivre par les prisonniers de la fonderie de la prison. En 2004, le gouvernement de l'État de New York se rend compte que la statue avait été conçue pour être « anatomiquement correcte » et ordonne qu'elle soit « incorrecte ». Certains agents correctionnels ont protesté de manière impromptue en distribuant des T-shirts montrant la statue emblématique et en lisant « Save Copper John's Johnson » ; mais la statue fut néanmoins enlevée, son pénis limé et remonté en août.

## Directeurs/Superintendant
Le directeur était un poste administratif nommé par le commissaire correctionnel de l'État de New York (en). Actuellement, les directeurs de tous les établissements pénitentiaires de l'État de New York sont appelés « superintendant » (en anglais : superintendent).
- William Britten (? –1821) 1816–1821. Il était maître charpentier et constructeur de la prison. Il devient le premier directeur[1],[13]
- Elam Lynds (en) (1784-1855) 1821-1825 (premier mandat). Il était également l'un des gardiens principaux[1],[13].
- Gershom Powers (en) (1789-1831) 1825–?.
- Levi Lewis 1834-1836.
- John Garrow 1836-1838.
- Elam Lynds (en) (1784-1855) 1838-1839 (deuxième mandat).
- Noyes Palmer 1839-1840.
- Robert Cook 1840-1843.
- Matthew R. Bartlett1867-1869, 1,5 exécutions.
- W. F. Doubleday 1843-1845.
- Hiram Rathbun 1845-1846.
- David Foot 1846-1848.
- Edward L. Porter 1848-1849.
- James E. Tyler 1849-1851.
- Thomas Kirkpatrick ? – 1862 (directeur).
- William Sunderlin 1851-1886.
- Charles F. Durston juillet 1887 – mai 1893, 2 exécutions[14].
- James C. Stout (1843-1901) 1er mai 1893 – 1er février 1897, 5 exécutions[14],[15]
- J. Warren Mead 1er février 1897 – 1er février 1905, 14 exécutions.
- Charles K. Baker (par intérim) 1er février 1905 – 15 décembre 1905, 1 exécution.
- George W. Benham 15 décembre 1905 – 26 mai 1913, 24 exécutions[16]
- Charles F. Rattigan 26 mai 1913 – 1er mai 1916, 9 exécutions.
- Général de brigade Edgar Jennings 1929[17],[18]
- Frank LaMar Christian (en) 1929 (directeur par intérim) à la suite des émeutes de décembre 1929[17],[19],[20].
- John L.Hoffman 1930. Il a eu une crise cardiaque alors qu'il était en fonction et a pris sa retraite[18].
- Frank L. Heacox (1876-1953) 1930 (directeur par intérim)[21].
- John F. Foster 1944-1950.
- Robert E. Murphy 1950-1963[22].
- John Deegan 1969-1971.
- Harry Fritz 1971-1974.
- Robert J.Henderson 1974-1989. (en tant que directeur)
- Hans G. Walker 1989-2002. (en tant que surintendant)
- John W. Burge 2002-2006. (en tant que surintendant)
- Harold D.Graham 2006-2018. (en tant que surintendant).
- Timothy « GAR » McCarthy 2018 – 10 mars 2022. (en tant que surintendant)
- Joseph E. Corey 17 mars 2022 – présent (en tant que surintendant)

## Gardiens principaux notables
Le gardien principal gérait la prison au quotidien. Beaucoup d'entre eux sont devenus directeur par la suite.
- Elam Lynds (en) (1784-1855) : vers 1825[1]
- Stephen S. Austin : 1860-1863.
- George A. Durnford : 1929. Tué lors d'une émeute par Max Becker[24]
- Edward L. Beckwith : 1930[24]

## Détenus notables

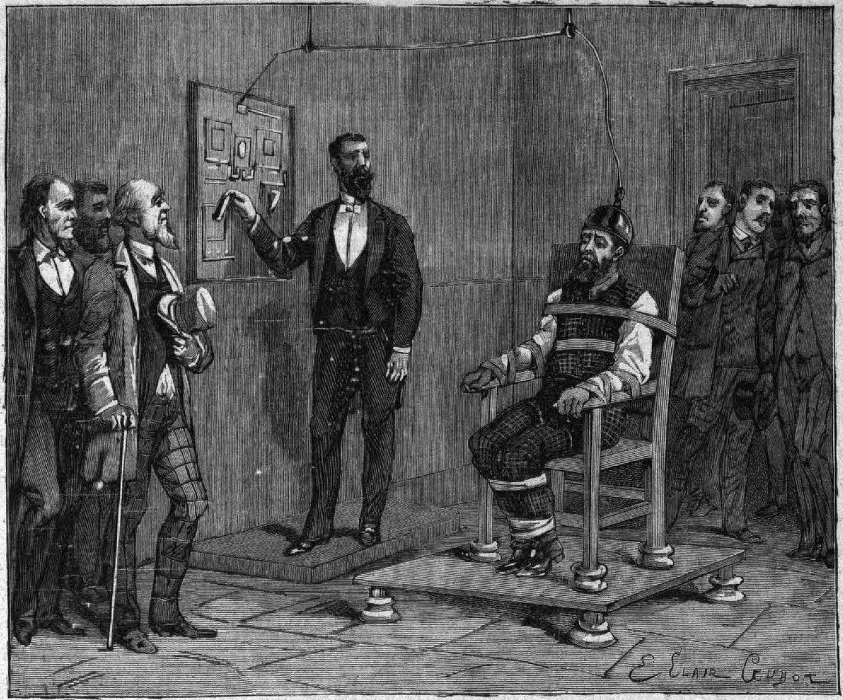
L'exécution de William Kemmler, le 6 août 1890

- Patrick Baxter (en), tueur en série[25]
- Jimmy Burke, associé de la mafia de la famille Lucchese
- Harold Kayo Konigsberg, tueur à gages de la mafia de Bayonne NJ
- Robert Chambers (en), le "meurtrier preppy"
- Leon Czolgosz, assassin du président William McKinley, exécuté par électrocution à Auburn le 29 octobre 1901[26]
- Timothy Dean, ancien chef de la police de Sunray, au Texas. Reconnu coupable des meurtres de Josh Niles et Amber Washburn
- Donald Frankos, tueur à gages
- Joe Gallo, caporégime de la famille criminelle de Colombo
- Robert Garrow (en) : violeur/meurtrier en série ; transféré à Auburn deux fois depuis l'établissement correctionnel de Clinton : en 1963 alors qu'il purgeait une peine pour viol et en 1977 alors qu'il purgeait une peine pour meurtre au second degré (transféré à l'établissement correctionnel de Fishkill (en) en 1978)[27]
- Chester Gillette (en), reconnu coupable du meurtre de Grace Brown (en), exécuté par électrocution en 1908
- Craig Godineaux, complice du massacre du Wendy's (en)
- Abe Greenthal (en), pickpocket notoire ; incarcéré de 1877 à 1884, peine commuée par le gouverneur Grover Cleveland le vendredi 16 mai 1884[28]
- J. Frank Hickey (en), tueur aux cartes postales
- William Kemmler, première personne exécutée sur la chaise électrique
- Victor Folke Nelson, évadé de prison spectaculaire, auteur et disciple de Thomas Mott Osborne (en)[29],[30],[31]
- Austin Reed (en), auteur du présumé premier mémoire de prison d'un Afro-Américain[32]
- Matias Reyes, violeur en série condamné à la prison à vie.
- David Sweat (en), évadé de la prison de Dannemora.
- Korey Wise, faussement condamné dans l'affaire du jogger de Central Park[33]